# Ilijan Kirjakov
Ilijan Ivanov Kirjakov, bolgárul: Илиян Иванов Киряков; (Veliko Tarnovo, 1967. augusztus 4. –) bolgár válogatott labdarúgó.
A bolgár válogatott tagjaként részt vett az 1994-es világbajnokságon és az 1996-os Európa-bajnokságon.

## Sikerei, díjai
Etar
- Bolgár bajnok (1): 1990–91